# Seznam mnogokotnikov, poliedrov in politopov
Seznam mnogokotnikov, poliedrov in politopov vsebuje pregled mnogokotnikov, poliedrov in politopov. Politop je geometrijski objekt, ki ga obdajajo ravne ploskve in lahko obstoja v poljubnem številu razsežnosti.

## Elementi politopov

### Mnogokotnik (2-politop)
- oglišče
- rob faceta ali (n−1)-stranska ploskev mnogokotnika

### Polieder (3-politop)
- oglišče vrh ali (n−3)-stranska ploskev poliedra
- rob the ridge ali (n−2)-stranska ploskev poliedra
- stranska ploskev faceta ali (n−1)-stranska ploskev poliedra

### Polihoron (4-politop)
- oglišče
- rob vrh ali (n−3)-stranska ploskev polihorona
- stranska ploskev hrbet ali (n−2)-stranska ploskev polihorona
- celica faceta ali (n−1)-stranska ploskev polihorona

### Politeron (5-politop)
- oglišče (n−5)-stranska ploskev politerona
- rob (n−4)-stranska ploskev politerona
- stranska ploskev vrh ali (n−3)-stranska ploskev politerona
- celica hrbet ali (n−2)-stranska ploskev politerona
- hipercelica faceta ali (n−1)-stranska ploskev politerona

### Drugi
- točka
- daljica
- slika oglišč
- vrh – (n−3)-stranska ploskev
- greben – (n−2)-stranska ploskev
- faceta – (n−1)-stranska ploskev

## Dvorazsežni
- monkotnik
- dukotnik
- trikotnik
- enakostranični trikotnik
- enakokraki trikotnik
  - enakokraki pravokotni trikotnik
- pravokotni trikotnik

štirikotnik
- kvadrat
  - štirikotnik
  - pravokotnik
- romb
- paralelogram
- trapez
  - enakokraki trapez
- deltoid
- romboid
- trapezoid
- petkotnik
  - enakostranični petkotnik
- šestkotnik
- sedemkotnik
- osemkotnik
- devetkotnik
- desetkotnik
- enajstkotnik
- dvanajstkotnik
- trinajstkotnik
- štirinajstkotnik
- petnajstkotnik
- šestnajstkotnik
- sedemnajstkotnik
- osemnajstkotnik
- devetnajstkotnik
- dvajsetkotnik
- tridesetkotnik
- aperyčokotnik
- gnomokotnik
- golikotnik

- zvezdni mnogokotnik
  - pentagram
  - heksagram
  - heptagram
  - oktagram
  - eneagram
  - dekagram
  - hendekagram
  - dodekagram
  - ikositetragram

### Družine
- mnogokotnik
  - konkavni mnogokotnik
  - tangentni mnogokotnik
  - tetivni mnogokotnik
  - bicentrični mnogokotnik
  - pravilni mnogokotnik
  - enakostranični mnogokotnik

zvezdni mnogokotnik
- polioblike
- Johnsonovo telo
- prizma
  - antiprizma
- piramida
  - bipiramida
- trapezoeder
- kupola
  - bikupola
  - trikupola
  - tetrakupola
- prisekani trapezoeder
- prirezan polieder
- arhimedsko telo
- Catalanovo telo
- deltaeder
- zonoeder
- prizmatoid
- polpravilni polieder

### Tlakovanja
seznam uniformnih tlakovanj
uniformna tlakovanja v hiperbolični ravnini
- uniformno tlakovanje
- kvadratno tlakovanje
- trikotno tlakovanje
- šestkotno tlakovanje
- prisekano kvadratno tlakovanje
- prirezano kvadratno tlakovanje
- trišestkotno tlakovanje
- prisekano šestkotno tlakovanje
- rombitrišestkotno tlakovanje
- prisekano trišestkotno tlakovanje
- prirezano šestkotno tlakovanje
- podaljšano trikotno tlakovanje

## Trirazsežni
trirazsežni prostor

### Pravilni
pravilni polieder
- platonsko telo:
  - tetraeder, kocka, oktaeder, dodekaeder, ikozaeder
- pravilni sferni polieder
  - dieder, hozoeder
- Kepler-Poinsotov polieder (pravilni zvezdni poliedri)
  - mali zvezdni dodekaeder, veliki zvezdni dodekaeder, veliki ikozaeder, veliki dodekaeder
- abstraktni pravilni poliedri (projektivni polieder)
  - polkocka, poloktaeder, poldodekaeder, polikozaeder

tetraeder
- disfenoid

pentaeder
- kvadratna piramida, tristrana prizma

heksaeder
- paralelepiped, kvader, romboeder, tristrani trapezoeder, kocka, petstrana piramida, tristrana bipiramida, štiristrana prisekana piramida

heptaeder
- šeststrana piramida, petstrana prizma, tetrahemiheksaeder

oktaeder
- šeststrana prizma, prisekani tetraeder, štiristrani trapezoeder

eneaeder
- osemstrana piramida, sedemstrana prizma

dekaeder
- osemstrana prizma, kvadratna antiprizma, kvadratna kupola, petstrana bipiramida, povečana petstrana prizma

dodekaeder
- petstrana antiprizma, desetstrana prizma, petstrana kupola, prirezan disfenoid, podaljšana kvadratna bipiramida, meta dvojno izginjajoč ikozaeder, šeststrana bipiramida, šeststrani trapezoeder, triakisni tetraeder, rombski dodekaeder, enajststrana piramida, trapezorombski dodekaeder, rombo-šeststrani dodekaeder

### Arhimedska telesa
arhimedsko telo
prisekani tetraeder, kubooktaeder, prisekana kocka, prisekani oktaeder, rombikubooktaeder, prisekani kubooktaeder, prirezana kocka, ikozidodekaeder, prisekani dodekaeder, prisekani ikozaeder, rombiikozidodekaeder, prisekani ikozidodekaeder, prirezani dodekaeder

### Prizme in antiprizme
prizma
- tristrana prizma, petstrana prizma, šeststrana prizma, sedemstrana prizma, osemstrana prizma, devetstrana prizma, desetstrana prizma, enajststrana prizma, dvanajststrana prizma

antiprizma
- kvadratna antiprizma, petstrana antiprizma, šeststrana antiprizma, sedemstrana antiprizma, osemstrana antiprizma, devetstrana antiprizma, desetstrana antiprizma, dvanajststrana antiprizma

### Catalanova telesa
Catalanovo telo
- triakisni tetraeder, rombski dodekaeder, triakisni oktaeder, tetrakisni heksaeder, deltoidni ikozitetraeder, disdiakisni dodekaeder, petstrani ikozitetraeder, rombski triakontaeder, triakisni ikozaeder, pentakisni dodekaeder, deltoidni heksekontaeder, disdiakisni triakontaeder, petstrani heksekontaeder

### Bipiramide in trapezoeder
- bipiramida
  - tristrana bipiramida, petstrana bipiramida, šeststrana bipiramida, osemstrana bipiramida, desetstrana bipiramida
- trapezoeder

### Uniformni zvezdni poliedri
Uniformni zvezdni polieder
- kubiprisekan kubooktaeder
- kubohemioktaeder
- ditrigonalni dodekadodekaeder
- dodekadodekaeder
- veliki kubikubooktaeder
- veliki dirombiikozidodekaeder
- veliki dvojnoprirezani dirombidodekaeder
- veliki ditrigonalni dodeciikozidodekaeder
- veliki ditrigonalni ikozidodekaeder
- veliki dodekahemiikozaeder
- veliki dodekahemidodekaeder
- veliki dodeciikozaeder
- veliki dodeciikozidodekaeder
- veliki ikoziikozidodekaeder
- veliki ikozidodekaeder
- veliki ikozihemidodekaeder
- veliki obrnjen prirezan ikozidodekaeder
- veliki retroprirezan ikozidodekaeder
- veliki rombidodekaeder
- veliki rombiheksaeder
- veliki prirezan dodeciikozidodekaeder
- veliki prirezan ikozidodekaeder
- veliki zvezdni prisekan dodekaeder
- veliki prisekan kubooktaeder
- veliki prisekan ikozidodekaeder
- ikozidodekadodekaeder
- ikoziprisekan dodekadodekaeder
- obrnjen prirezan dodekadodekaeder
- nekonveksni veliki rombiikozidodekaeder
- nekonveksni veliki rombikubooktaeder
- oktahemioktaeder
- rombiikozaeder
- rombidodekadodekaeder
- mali kubikubooktaeder
- mali ditrigonalni dodeciikozidodekaeder
- mali ditrigonalni ikozidodekaeder
- mali dodekahemiikozaeder
- mali dodekahemidodekaeder
- mali dodeciikozaeder
- mali dodeciikozidodekaeder
- mali ikoziikozidodekaeder
- mali ikozihemidodekaeder
- mali retroprirezan ikoziikozidodekaeder
- mali rombidodekaeder
- mali rombiheksaeder
- mali prirezan ikoziikozidodekaeder
- mali zvezdni prisekan dodekaeder
- prirezan dodekadodekaeder
- prirezan ikozidodekadodekaeder
- prisekana zvezdna kocka
- tetrahemieder
- prisekan dodekadodekaeder
- prisekan veliki dodekaeder
- prisekan veliki ikozaeder

### Uniformni prizmatični zvezdni poliedri
prizmatični uniformni polieder
- pentagramska prizma, pentagramska antiprizma, pentagramska prekrižana antiprizma
- heptagramska antiprizma (7/2), heptagramska antiprizma (7/3)
- eneagramska antiprizma (9/2). eneagramska antiprizma (9/4)
- eneagramska prekrižana antiprizma, eneagramska prizma (9/2), eneagramska prizma (9/4)
- dekagramska prizma, dekagramska antiprizma

### Johnsonova telesa
Johnsonovo telo
1. povečan dodekaeder
2. povečana šeststrana prizma
3. povečana petstrana prizma
4. povečana sfenokorona
5. povečana tristrana prizma
6. povečan trojno izginjajoč ikozaeder
7. povečana prisekana kocka
8. povečan prisekan dodekaeder
9. povečan prisekan tetraeder
10. dvojno povečana petstrana prizma
11. dvojno povečana tristrana prizma
12. dvojno povečana prisekana kocka
13. dvojno giro izginjajoči rombiikozidodekaeder
14. dvojna lunabirotunda
15. izginjajoč rombiikozidodekaeder
16. disfenocingul
17. podaljšana petstrana bipiramida
18. podaljšana petstrana kupola
19. podaljšana petstrana girobikupola
20. podaljšana petstrana girobirotunda
21. podaljšana petstrana girokupolarotunda
22. podaljšana petstrana ortobikupola
23. podaljšana petstrana ortobirotunda
24. podaljšana petstrana ortokupolarotunda
25. podaljšana petstrana piramida
26. podaljšana petstrana rotunda
27. podaljšana kvadratna bipiramida
28. podaljšana kvadratna kupola
29. podaljšana kvadratna girobikupola
30. podaljšana kvadratna piramida
31. podaljšana tristrana bipiramida
32. podaljšana tristrana kupola
33. podaljšana tristrana girobikupola
34. podaljšana tristrana ortobikupola
35. podaljšana tristrana piramida
36. giro dvojno izginjajoč rombiikozidodekaeder
37. giro rombiikozidodekaeder
38. girobifastigij
39. giro podaljšana petstrana bikupola
40. giro podaljšana petstrana birotunda
41. giro podaljšana petstrana kupola
42. giro podaljšana petstrana kupolarotunda
43. giro podaljšana petstrana piramida
44. giro podaljšana petstrana rotunda
45. giro podaljšana kvadratna bikupola
46. giro podaljšana kvadratna bipiramida
47. giro podaljšana kvadratna kupola
48. giro podaljšana kvadratna piramida
49. giro podaljšana tristrana bikupola
50. giro podaljšana tristrana kupola
51. hebesfenomegakorona
52. meta dvojno povečan dodekaeder
53. meta dvojno povečana šeststrana prizma
54. meta dvojno povečan prisekan dodekaeder
55. meta dvojno izginjajoč ikozaeder
56. meta dvojno izginjajoč rombiikozidodekaeder
57. meta dvojni giro rombiikozidodekaeder
58. meta giro izginjajoč rombiikozidodekaeder
59. para dvojno povečan dodekaeder
60. para dvojno povečana šeststrana prizma
61. para dvojno povečan prisekan dodekaeder
62. para dvojno izginjajoč rombiikozidodekaeder
63. para dvojni giro rombiikozidodekaeder
64. para giro izginjajoč rombiikozidodekaeder
65. petstrana bipiramida
66. petstrana kupola
67. petstrana girobikupola
68. petstrana girokupolarotunda
69. petstrana ortobikupola
70. petstrana ortobirotunda
71. petstrana ortokupolarotunda
72. petstrana piramida
73. petstrana rotunda
74. prirezan disfenoid
75. prirezana kvadratna antiprizma
76. sfenokorona
77. sfenomegakorona
78. kvadratna kupola
79. kvadratna girobikupola
80. kvadratna ortobikupola
81. kvadratna piramida
82. tristrana bipiramida
83. tristrana kupola
84. tristrana hebesfenorotunda
85. tristrana ortobikupola
86. trojno povečan dodekaeder
87. trojno povečana šeststrana prizma
88. trojno povečana tristrana prizma
89. trojno povečan prisekan dodekaeder
90. trojno izginjajoč ikozaeder
91. trojno izginjajoč rombiikozidodekaeder
92. trojni giro rombiikozidodekaeder

### Dualni uniformni zvezdni poliedri
- veliki zapleteni ikozidodekaeder
- veliki deltoidni heksekontaeder
- veliki deltoidni ikozitetraeder
- veliki dirombiikozidodekaeder
- veliki dirombiikozidodekaeder
- veliki disdiakisni dodekaeder
- veliki disdiakisni triakontaeder
- veliki dvojnoprirezani dirombidodekaeder
- veliki ditrigonalni dodekakronski heksekontaeder
- veliki dodekakronski heksekontaeder
- veliki dodekahemiikozakron
- veliki dodeciikozakron
- veliki heksakronski ikozitetraeder
- veliki šeststrani heksekontaeder
- veliki izakronski heksekontaeder
- veliki ikozihemidodekakron
- veliki obrnjen petstrani heksekontaeder
- veliki petstrani heksekontaeder
- veliki pentagramski heksekontaeder
- veliki pentakisni dodekaeder
- veliki rombski triakontaeder
- veliki rombidodekakron
- veliki rombiheksakron
- veliki zvezdni pentakisni dodekaeder
- veliki triakisni ikozaeder
- veliki triakisni oktaeder
- veliki triambski ikozaeder
- srednji deltoidni heksekontaeder
- srednji disdiakisni triakontaeder
- srednji šeststrani heksekontaeder
- srednji ikozakronski heksekontaeder
- srednji obrnjen petstrani heksekontaeder
- srednji petstrani heksekontaeder
- srednji rombski triakontaeder
- heksahemioktakron
- polpolieder
- oktahemioktaeder
- rombiikozakron
- mali zapleteni ikozidodekaeder
- mali ditrigonalni dodekakronski heksekontaeder
- mali dodekakronski heksekontaeder
- mali dodekahemiikozakron
- mali dodekahemidodekakron
- mali dodeciikozakron
- mali heksakronski ikozitetraeder
- mali šeststrani heksekontaeder
- mali heksagramski heksekontaeder
- mali ikozakronski heksekontaeder
- mali ikozihemidodekakron
- mali rombidodekakron
- mali rombiheksakron
- mali zvezdni pentakisni dodekaeder
- mali triambski ikozaeder
- tetrahemiheksakron

### Satovja
konveksno uniformno satovje
- kubično satovje
- prisekano kubično satovje
- dvojno prisekano kubično satovje
- kantelirano satovje
- kantiprisekano satovje
- rektificirano kubično satovje
- runciprisekano kubično satovje
- omniprisekano kubično satovje
- tetraedersko-oktaedersko satovje
- prisekano alternirano kubično satovje
- kantiprisekano alternirano kubično satovje
- runcinirano alternirano kubično satovje
- četrtinsko kubično satovje
- girirano tetraedersko-oktaedersko sativje
- girirano trikotno prizmatično satovje
- giropodaljšano alterniramo satovje
- giropodaljšano trikotno prizmatično satovje
- podaljšano trikotno prizmatično satovje
- podaljšano alternirano kubično satovje
- šestkotno prizmatično satovje
- trikotno prizmatično satovje
- trikotno-šestkotno prizmatično satovje
- prisekano šestkotno satovje
- prisekano kvadratno prizmatično satovje
- rombitrikotno-šestkotno prizmatično satovje
- omniprisekano trikotno-šestkotno prizmatično satovje
- prirezano trikotno-šestkotno prizmatično satovje
- prirezano kvadratno prizmatično satovje

dualno uniformno satovje
- disfenoidno tetraedersko satovje
- rombsko dodekaedersko satovje

druga
- trapezorombsko satovje
- Weaire-Phelanova struktura

konveksno uniformno satovje v hiperboličnem prostoru
- dodekaedersko satovje reda 4
- kubično satovje reda 5
- dodekaedersko satovje reda 5
- ikozaedersko satovje

### Drugi
- apeirogonska antiprizma
- apeirogonska prizma
- apeiroeder
- bikupola
- kupola
- dvojni frustum
- Boerdijk-Coxeterjeva vijačnica
- Császárjev polieder
- fleksibilni polieder
- giropodaljšana kvadratna dipiramida
- Heronianov tetraeder
- šeststrani bifrustum
- šeststrani prisekani trapezoeder
- Hillov tetraeder
- holieder
- neskončni poševni polieder
- Jessenov ikozaeder
- skoraj Johnsonovo telo
- paralelepiped
- petstrani bifrustum
- politetraeder
- piritoeder
- rombski eneakontaeder
- rombski ikozaeder
- rombošeststrani dodekaeder
- romboeder
- skalenoeder
- Schönhardtov polieder
- kvadratni bifrustum
- kvadratni prisekani trapezoeder
- Szilassijev polieder
- tetradekaeder
- tetradiakisni heksaeder
- tetrirani dodekaeder
- tristrani bifrustum
- trojno povečana tristrana prizma
- prisekani rombski dodekaeder
- prisekani trapezoeder
- prisekani triakisni tetraeder
- tridiakisni ikozaeder
- tristrani trapezoeder
- pravilni poševni polieder
- Watermanov polieder
- rob

### Pravilni in sestavljeni poliedri
poliederski sestav in seznam sestavov uniformnih poliedrov
- sestav kocke in oktaedra
- sestav dodekaedra in ikozaedra
- sestav osmih oktaedrov z vrtilno svobodo
- sestav osmih tristranih prizem
- sestav petih kock
- sestav petih kubooktaedrov
- sestav petih kubohemioktaedrov
- sestav petih velikih kubikubooktaedrov
- sestav petih velikih dodekaedrov
- sestav petih velikih ikozaedrov
- sestav petih velikih rombiheksaedrov
- sestav petih ikozaedrov
- sestav petih oktaedrov
- sestav petih oktahemioktaedrov
- sestav petih malih kubikubooktaedrov
- sestav petih malih rombikubooktaedrov
- sestav petih malih rombiheksaedrov
- sestav petih malih zvezdnih dodekaedrov
- sestav petih zvezdnih prisekanih kock
- sestav petih tetraedrov
- sestav petih tetrahemiheksaedrov
- sestav petih prisekanih kock
- sestav petih prisekanih tetraedrov
- sestav petih uniformnih velikih rombikubooktaedrov
- sestav štirih šeststranih prizem
- sestav štirih oktaedrov
- sestav štirih oktaedrov z vrtilno svobodo
- sestav štirih tetraedrov
- sestav štirih tristranih prizem
- sestav velikega ikozaedra in velikega zvezdnega dodekaedra
- sestav šestih kock z vrtilno svobodo
- sestav šestih desetstranih prizem
- sestav šestih dekagramskih prizem
- sestav šestih petstranih antiprizem
- sestav šestih petstranih prizem
- sestav šestih pentagramskih antiprizem
- sestav šestih pentagramskih križnih antiprizem
- sestav šestih pentagramskih prizem
- sestav šestih kvadratnih antiprizem
- sestav šestih tetraedrov
- sestav šestih tetraedrov z vrtilno svobodo
- sestav malega zvezdnega dodekaedra in velikega dodekaedra
- sestav desetih šeststranih prizem
- sestav desetih oktaedrov
- sestav desetih tetraedrov
- sestav desetih tristranih prizem
- sestav desetih prisekanih tetraedrov
- sestav treh kock
- sestav treh kvadratnih antiprizem
- sestav treh tetraedrov
- sestav dvanajstih petstranih antiprizem z vrtilno svobodo
- sestav dvanajstih petstranih prizem
- sestav dvanajstih pentagramskih antiprizem
- sestav dvanajstih pentagramskih križnih antiprizem z vrtilno svobodo
- sestav dvanajstih pentagramskih prizem
- sestav dvanajstih tetraedrov z vrtilno svobodo
- sestav dvanajstih oktaedrov
- sestav dvanajstih oktaedrov z vrtilno svobodo
- sestav dvanajstih tetrahemiheksaedrov
- sestav dvanajstih tristranih prizem
- sestav dveh velikih dodekaedrov
- sestav dveh velikih ikozaedrov
- sestav dveh obrnjenih prirezanih ikozaedrov
- sestav dveh velikih retroprirezanihikozidodekaedrov
- sestav dveh velikih prirezanih ikozidodekaedrov
- sestav dveh ikozaedrov
- sestav dveh obrnjenih prirezanih dodekadodekaedrov
- sestav dveh malih zvezdnih dodekaedrov
- sestav dveh prirezanih kock
- sestav dveh prirezanih dodekadodekaedrov
- sestav dveh prirezanih dodekaedrov
- sestav dveh prirezanih ikozidodekadodekaedrov
- sestav dveh prisekanih tetraedrov
- prizmatični sestav antiprizem
- prizmatični sestava antiprizem z vrtilno svobodo
- prizmatični sestav prizem
- prizmatični sestav prizem z vrtilno svobodo

## Štiri razsežnosti
štirirazsežni prostor
- polihoron – splošni izraz za štirirazsežni politop

pravilni konveksni polihoron
- 5-celica, teserakt, 16-celica, 24-celica, 120-celica, 600-celica

abstraktni pravilni politop
- 11-celica, 57-celica

Schläfli-Hessov polihoron (pravilni zvezdni polihoron)
- ikozaederska 120-celica, mala zvezdna 120-celica, velika 120-celica, imenitna 120-celica, velika zvezdna 120-celica, imenitna zvezdna 120-celica, velika velika 120-celica, velika ikozaederska 120-celica, imenitna 600-celica, velika imenitna zvezdna 120-celica

uniformni polihoron
- rektificirana 5-celica, prisekana 5-celica, kantelirana 5-celica, runcinirana 5-celica
- rektificirani teserakt, prisekani teserakt, kantelirani teserakt, runcinirani teserakt
- rektificirana 16-celica, prisekana 16-celica
- rektificirana 24-celica, prisekava 24-celica, kantelirana 24-celica, runcinirana 24-celica, prirezana 24-celica
- rektificirana 120-celica, prisekana 120-celica, kantelirana 120-celica, runcinirana 120-celica
- rektificirana 600-celica, prisekana 600-celica, kantelirana 600-celica

prizmatični uniformni polihoron
- imenitna antiprizma
- duoprizma
- tetraederska prizma, prisekana tetraederska prizma
- prisekana kubična prizma, prisekana osemstrana prizma, kubooktaederska prizma, rombikubooktaederska prizma, prisekana kubooktaederska prizma, prirezana kubična prizma
- prisekana dodekaederska prizma, prisekana ikozaederska prizma, ikozidodekaederska prizma, rombiikozidodekaederska prizma, prisekana ikozidodekaederska prizma, prirezana dodekaederska prizma

uniformna antiprizmatična prizma
- tristrana antiprizmatična prizma, kvadratna antiprizmatična prizma, petstrana antiprizmatična prizma, šeststrana antiprizmatična prizma, sedemstrana antiprizmatična prizma, osemstrana antiprizmatična prizma, devetstrana antiprizmatična prizma, desetstrana antiprizmatična prizma
- pentagramska antiprizmatična prizma, heksagramska antiprizmatična prizma, heptagramska antiprizmatična prizma, oktagramska antiprizmatična prizma, eneagramska antiprizmatična prizma, dekagramska antiprizmatična prizma
- pentagramska križna antiprizmatična prizma, heksagramska križna antiprizmatična prizma, heptagramska križna antiprizmatična prizma, oktagramska križna antiprizmatična prizma, eneagramska križna antiprizmatična prizma, dekagramska križna antiprizmatična prizma

### Satovja
- teseraktično satovje
- 24-celično satovje
- prirezano 24-celično satovje
- rektificirano 24-celično satovje
- prisekano 24-celično satovje
- 16-celično satovje
- 5-celično satovje
- omniprisekano 5-celično satovje
- prisekano 5-celično satovje
- omniprisekano 5-simpleks satovje

## Pet razsežnosti
petrazsežni prostor, 5-politop in uniformni 5-politp
- 5-simpleks, rektificirani 5-simpleks, prisekani 5-simpleks, kantelirani 5-simpleks, runcinirani 5-simpleks, stericirani 5-simpleks
- 5-polkocka, prisekana 5-polkocka, kantelirana 5-polkocka, runcinirana 5-polkocka
- 5-kocka, rektificirana 5-kocka, 5-kocka, prisekana 5-kocka, kantelirana 5-kocka, runcinirana 5-kocka, stericirana 5-kocka
- 5-ortopleks, rektificirani 5-ortopleks, prisekani 5-ortopleks, kantelirani 5-ortopleks, runcinirani 5-ortopleks

prizmatični uniformni 5-politop
- 5-celična prizma, rektificirana 5-celična prizma, prisekana 5-celična prizma, kantelirana 5-celična prizma, runcinirana 5-celična prizma, dvojno prisekana 5-celična prizma, kantiprisekana 5-cellična prizma, runciprisekana 5-celična prizma, omniprisekana 5-cellična prizma
- teseraktna prizma, rektificirana teseraktna prizma, prisekana teseraktna prizma, kantelirana teseraktna prizma, runcinirana teseraktna prizma, dvojno prisekana teseraktna prizma, kantiprisekana teseraktna prizma, runciprisekana teseraktna prizma, omniprisekana teseraktna prizma
- 16-celična prizma, prisekana 16-celična prizma, runciprisekana 16-celična prizma
- 24-celična prizma, rektificirana 24-celična prizma, prisekana 24-celična prizma, kantelirana 24-celična prizma, runcinirana 24-celična prizma, dvojno prisekana 24-celična prizma, kantiprisekana 24-celična prizma, runciprisekana 24-celična prizma, omniprisekana 24-celična prizma, prirezana 24-celična prizma
- 120-celična prizma, rektificirana 120-celična prizma, prisekana 120-celična prizma, kantelirana 120-celična prizma, runcinirana 120-celična prizma, dvojno prisekana 120-celična prizma, kantiprisekana 120-celična prizma, runciprisekana 120-celična prizma, omniprisekana 120-celična prizma
- 600-celična prizma, rektificirana 600-celična prizma, prisekana 600-celična prizma, kantelirana 600-celična prizma, kantiprisekana 600-celična prizma, runciprisekana 600-celična prizma
- veličastna antiprizemska prizma

### Satovja
- 5-kubično satovje
- 5-simpleks satovje
- prisekano 5-simpleks satovje
- 5-polkubično satovje

## Šest razsežnosti
šestrazsežni prostor, 6-politop in uniformni 6-politop
- 6-simpleks, rektificirani 6-simpleks, prisekani 6-simpleks, kantelirani 6-simpleks, runcinirani 6-simpleks, stericirani 6-simpleks, pentelirani 6-simpleks
- 6-polkocka, prisekana 6-polkocka, kantelirana 6-polkocka, runcinirana 6-polkocka, stericirana 6-polkocka
- 6-kocka, rektificirana 6-kocka, 6-kocka, prisekana 6-kocka, kantelirana 6-kocka, runcinirana 6-kocka, stericirana 6-kocka, pentelirana 6-kocka
- 6-ortopleks, rektificirani 6-ortopleks, prisekani 6-ortopleks, kantelirani 6-ortopleks, runcinirani 6-ortopleks, stericirani 6-ortopleks
- 122 politop, 221 politop

### Satovja
- 6-kubično satovje
- 6-simpleks satovje
- 6-polkubično satovje
- 222 satovje

## Sedem razsežnosti
sedemrazsežni prostor, uniformni 7-politop
- 7-simplex, rektificirani 7-simpleks, prisekani 7-simpleks, kantelirani 7-simpleks, runcinirani 7-simpleks, stericirani 7-simpleks, pentelirani 7-simpleks, heksicirani 7-simpleks
- 7-polkocka, prisekana 7-polkocka, kantelirana 7-polkocka, runcinirana 7-polkocka, stericirana 7-polkocka, pentelirana 7-polkocka
- 7-kocka, rektificirana 7-kocka, 7-kocka, prisekana 7-kocka, kantelirana 7-kocka, runcinirana 7-kocka, stericirana 7-kocka, pentelirana 7-kocka, heksicirana 7-kocka
- 7-ortopleks, rektificirani 7-ortopleks, prisekani 7-ortopleks, kantelirani 7-ortopleks, runcinirani 7-ortopleks, stericirani 7-ortopleks, pentelirani 7-ortopleks
- 132 politop, 231 politop, 321 politop

### Satovja
- 7-kubično satovje
- 7-polkubično satovje
- 331 satovje, 133 satovje

## Osem razsežnosti
osemrazsežni prostor, uniformni 8-politop
- 8-simpleks, rektificiran 8-simpleks, prisekan 8-simpleks, kanteliran 8-simpleks, runciniran 8-simpleks, stericiran 8-simpleks, penteliran 8-simpleks, heksiciran 8-simpleks, heptaliran 8-simpleks
- 8-ortopleks, rektificiran 8-ortopleks, prisekan 8-ortopleks, kanteliran 8-ortopleks, runciniran 8-ortopleks, stericiran 8-ortopleks, penteliran 8-ortopleks, heksiciran 8-ortopleks,
- 8-kocka, rektificirana 8-kocka, prisekana 8-kocka, kantelirana 8-kocka, runcinirana 8-kocka, stericirana 8-kocka, pentelirana 8-kocka, heksicirana 8-kocka, heptalirana 8-kocka
- 8-polkocka, prisekana 8-polkocka, kantelirana 8-polkocka, runcinirana 8-polkocka, stericirana 8-polkocka, pentelirana 8-polkocka, heksicirana 8-polkocka
- 142 politop, 241 politop, 421 politop, prisekani 421 politop, prisekani 241 politop, prisekani 142 politop, kantelirani 421 politop, kantelirani 241 politop, runcinirani 421 politop

### Satovja
- 8-kubično satovje
- 8-polkubično satovje
- 521 satovje, 251 satovje, 152 satovje

## Devet razsežnosti
9-politop
- 9-kocka
- 9-polkocka
- 9-ortopleks
- 9-simpleks

### Hiperbolična satovja
- E9 satovje

## Deset razsežnosti
10-politop
- 10-kocka
- 10-polkocka
- 10-ortopleks
- 10-simpleks

## Razsežnostne družine
pravilni politop in seznam pravilnih politopov
- simpleks
- hiperkocka
- križni politop

uniformni politop
- polhiperkocka
- uniformni 1k2 politop
- uniformni 2k1 politop
- uniformni k21 politop
- uniformi k212k politop

Satovja
- hiperkubično satovje
- alternirano hiperkubično satovje

## Geometrijski operatorji
- rektifikacija
- prisekanost
- dvojno prisekavanje
- kantelacija
- runcinacija
- sterikacija
- omniprisekanost
- razširitev
- prirezanost
- alternacija
- dualni polieder
- giracija
- podaljšanje
- povečanje
- zmanjševanje
- povečanje
- poveličevanje
- stelacija
- klitop
- Conwayjeva notacija poliedrov